# قبيلة زعب
زِعْبٌ هي قبيلة عربية سميت زِعْباً نسبة إلى  زِعْبِ بْنِ مَالِكِ بْنِ خِفَافِ بْنِ اِمْرُئ القيس بن بُهْثَةَ بْنِ سُلَيْمِ بْنِ مَنْصُورِ بْنِ عِكْرِمَةَ بْنِ خَصَفَةَ بْنِ قَيْسِ عَيْلَانَ بْنِ مُضَرَ بْنِ نِزَارِ بْنِ مَعَدِّ بْنِ عَدْنَانَ. و تنقسم زِعب إلى ثلاث بطون:
- اَلْغَوَانِمُ
- المجاذمة
- المتاريك

## الغوانم
وتنقسم الغوانم إلى فخذين هم:
- الشليات
- الأجاودة

## المجاذمة
وتنقسم المجاذمة إلى أربع أفخــاذ هم:
- الوهابة
- آل مؤمن
- الخوران
- الثمارة

## المتاريك
وتنقسم المتاريك إلى ثلاث أفخــاذ هم:
- العجارمة
- المنيف
- ال سوي

وتنقسم هذه الأفخاذ إلى العديد من الحمايل والأسر الطيبة والعديدة وهي معروفة وثابتة عند أبناء زعب من حيث النسب باطراد متزايد ويحتاج سردها لمتابعة مستمرة وبناء على ذلك اكتفينا بذكر البطون والأفخاذ الرئيسية.

## ديار قبيلة زعب

### ديارهم سابقا
كانت قبيلة زعب وقبيلة بني لام المعروفة تتقاسم السيطرة على أجزاء واسعة من عالية نجد حتى الربع الخالي وذلك حتى نهاية القرن الثامن الهجري ونزحت بنى لام شمالا للعراق وسوريا ولازالت، أما زعب وبعد وقوع حربها الضروس مع الشريف وما القتة بظلالها علي زعب برحيلهم فتفرقت زعب والغالبية منهم إنحدر إلى الساحل الشرقي للجزيرة العربية وجزءا منهم ذهب إلى بلاد الشام ( جبل حوران ) والأردن وفلسطين ومنهم من أبعد ركابه في كل أصقاع الأرض.
ويمكننا تحديد عالية نجد والحجاز حتى الربع الخالى بالاشاره إلى عدة مناطق فيها مثل ما بين مكة والمدينة المنورة، حرة، رهاط، الدَّفينة وأطراف حمى الربذة، جبلى حبر والغرابة و عفيف وحتى وادي الدواسر .
وقد ذكرت بعض كتب التاريخ الإسلامى بعض الوقائع وذكرت فيها قبيلة زعب في القرن الخامس تحديدا وذلك مناطق تقع بين مكة والمدينة كالغرابى مثلا، وكذلك السوارقية وتقع بين مكة المكرمة والمدينة المنورة وقد اقطعها الرسول صلى الله عليه وسلم، للصحابي الجليل ضميرة بن سعد بن سفيان بن حبيب بن زعب بن مالك السلمي.

### ديارهم في الحاضر
ذكر الكاتب حمد الجاسر في كتاب معجم قبائل المملكة العربية السعودية في العصر الحاضر في الصفحة 83 . (( زِعْبُ: من سُلَيْم- واحدهم زِعْبي، وبلادهم في المنطقة الشرقية بجوار بلاد مُطَيْرٍ من الشرق.)) انتهى.
غالبية الزعوب يعيشون في سوريا، ومن ديارهم حالياً ( هجرة أبرقية، المليحة، قصوان، الحسي) .
أما باقي زعب والمنتشره عمومًا على الساحل الشرقي في مدن الدولة الحديثة فيوجد منهم جزء هاجر حديثاً لدولة الكويت (بعد الاستقلال) ، والباقي بالمملكة العربية السعودية في المنطقة الشرقية، وكذلك المنطقة الوسطى في الرياض وضواحيها وفوقها بالقويعية والمجمعة والهدار والخرج، كما يوجد بعضا من أفراد القبيلة من زعب في دولة البحرين و قطر .

## إمارة قبيلة زعب
إمارة قبيلة زعب والتي تنقسم إلى ثلاث بطون كبيرة هم:
الغوانم والمجاذمة والمتاريك
الغوانم: أميرهم / صياح بن طاحوس بن جعيري
المجاذمة: أميرهم / محمد بن بجاد الشقران
المتاريك: أميرهم / عبد الله بن فيصل بن سحوب